# Camargito
Camargito è un census-designated place (CDP) degli Stati Uniti d'America della contea di Starr nello Stato del Texas. La popolazione era di 388 abitanti al censimento del 2010.

## Geografia fisica
Camargito è situata a 26°20′43″N 98°44′20″W (26.345219, -98.738798).
Secondo lo United States Census Bureau, il CDP ha una superficie totale di 0,19 km², dei quali 0,19 km² di territorio e 0 km² di acque interne (0% del totale).

## Società

### Evoluzione demografica
Secondo il censimento del 2010, la popolazione era di 388 abitanti.

### Etnie e minoranze straniere
Secondo il censimento del 2010, la composizione etnica del CDP era formata dal 100% di bianchi, lo 0% di afroamericani, lo 0% di nativi americani, lo 0% di asiatici, lo 0% di oceanici, lo 0% di altre razze, e lo 0% di due o più etnie. Ispanici o latinos di qualunque razza erano il 99,48% della popolazione.